# Lachnoptera
Lachnoptera es un género de lepidópteros de la subfamilia  Heliconiinae en la familia Nymphalidae que se encuentra en Sudáfrica. La especie tipo es: Papilio iole Fabricius, 1781, = Lachnoptera anticlia

## Especies
- Lachnoptera ayresii Trimen, 1879
- Lachnoptera anticlia (Hübner, [1819])